# Most Tumski
|  |
|  |
|  |

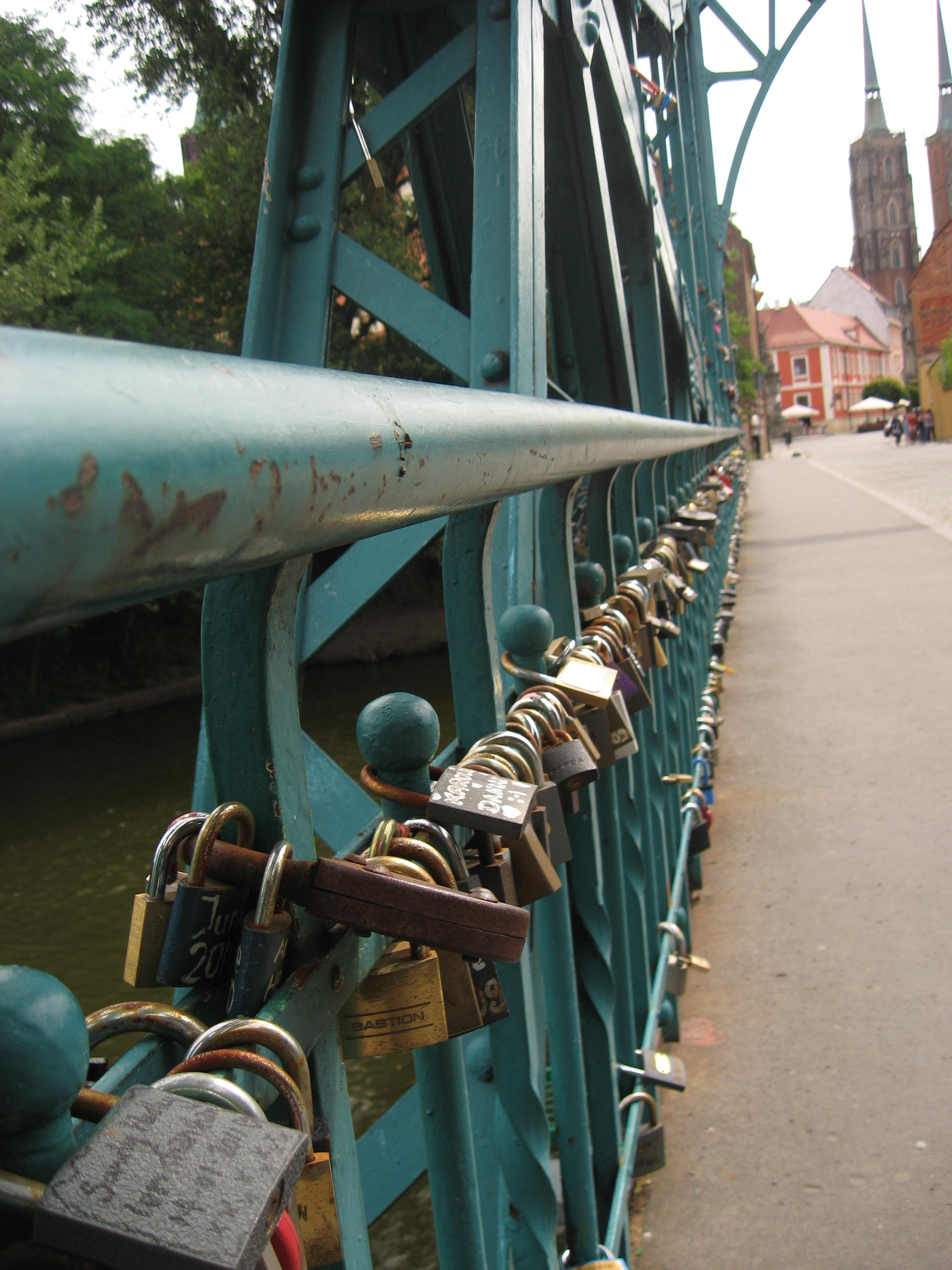
„Kłódki miłości” na Moście Tumskim

Most Tumski (nazywany także mostem Katedralnym, mostem Zakochanych lub mostem Miłości) – dwuprzęsłowy stalowy, nitowany most we Wrocławiu zbudowany w roku 1889 nad północną odnogą Odry pomiędzy Ostrowem Tumskim a Wyspą Piasek, na miejscu wcześniejszego mostu drewnianego. Do roku 1945 nosił nazwę Dombrücke. Łączy ulicę Katedralną z ulicą Najświętszej Marii Panny.
Poprzednie konstrukcje, funkcjonujące w tym miejscu co najmniej od XII wieku, wyznaczały granicę pomiędzy jurysdykcją miejską (na Wyspie Piaskowej) i kościelną (na Ostrowie Tumskim). Most ten był wielokrotnie niszczony i naprawiany, zachował się m.in. przekaz opisujący katastrofę pod przechodzącą w 1423 roku przez most procesją w niedzielę palmową. Przez kolejne stulecia funkcjonował zazwyczaj jako drewniana konstrukcja trójkątno-wieszarowa z jednym przęsłem zwodzonym, w połowie XIX wieku była to już budowla trapezowo-wieszarowa ze stałym pomostem.
Długość obecnego, stalowego mostu wynosi 52,19 m, szerokość pomostu – 6,84 m, wysokość portalu – 6,90 m, przęsło – 25,19 i 25,93 m. Konstrukcję stalową kratownicową systemu Gerbera wyprodukowaną w Hucie Piła (Pielahütte) nad kanałem Kłodnickim w Rudzińcu (Rudzinitz) koło Gliwic (mimo znacznej odległości od Wrocławia funkcjonujące już wówczas połączenie wodne umożliwiało stosunkowo niedrogi i łatwy transport elementów mostu barkami) zmontowały zakłady G. Ruffera, a wykończone zostały przez zakład metaloplastyczny Gustawa Trelenberga. Roboty kamieniarskie powierzono firmie Granit und Quarz. Bramka portalowa oraz górna część kratownic nie pełnią de facto żadnych funkcji konstrukcyjnych. Kształt konstrukcji mostu był wzorowany na zwycięskim projekcie w konkursie na most w Mannheim, jednak przystosowanym do dwóch przęseł. Uroczystemu otwarciu mostu w obecności przedstawicieli zarządu prowincji towarzyszyły mowy radcy budowlanego Alexandra Kaumanna, kierującego budową inspektora Alfreda von Scholtza oraz toast wyniesiony przez nadburmistrza Ferdinanda Friedensburga.
W roku 1945 most przeszedł remont kapitalny. Usunięto wówczas najpoważniejsze uszkodzenia, jakich doznał w czasie oblężenia Festung Breslau. Pomimo to pozostały na niektórych elementach mostu ślady ostrzału i trafień odłamkami. Ostatni kapitalny remont most przeszedł w 1992 roku, wówczas zastąpiono w nim dotychczasowy pokład z kształtowników Zoresa nowym rozwiązaniem ze spawanych blach z żebrami poprzecznymi, opartymi na podłużnicach. 15 października 1976 most wpisany został do rejestru zabytków.
Przy moście, na brzegu Wyspy Piasek, na wysokich cokołach o neogotyckich formach stoją od 1893 figury św. Jadwigi (po lewej stronie mostu) i św. Jana Chrzciciela (po prawej), wykonane z piaskowca, dłuta Gustawa Grunenberga.
Przy moście Tumskim znajdują się ręcznie obsługiwane i sprawne zabytkowe lampy gazowe.
Szerokość jezdni na moście wynosi 4,50 m, a dwa chodniki mają po 1,17 m każdy. Ze względu na jego zabytkowy charakter ruch wszelkich pojazdów samochodowych bez zezwoleń przez ten most jest obecnie zakazany, a jego maksymalne dopuszczalne obciążenie ustalono na 10 ton.
W lipcu 2019 most został całkowicie wyłączony z ruchu (również pieszego) ze względu na remont generalny konstrukcji. Most został ponownie otwarty w lutym 2020, w ramach remontu m.in.: wyczyszczono i naprawiono podpory kamienne mostu, zmodernizowano jezdnię, wykonano nową powłokę stalowej konstrukcji przeprawy, zdemontowano także 17 ton kłódek miłości.